# Tommaso Dolabella
Tommaso Dolabella (Belluno, 1570 – Cracovia, 17 gennaio 1650) è stato un pittore barocco italiano.

## Biografia

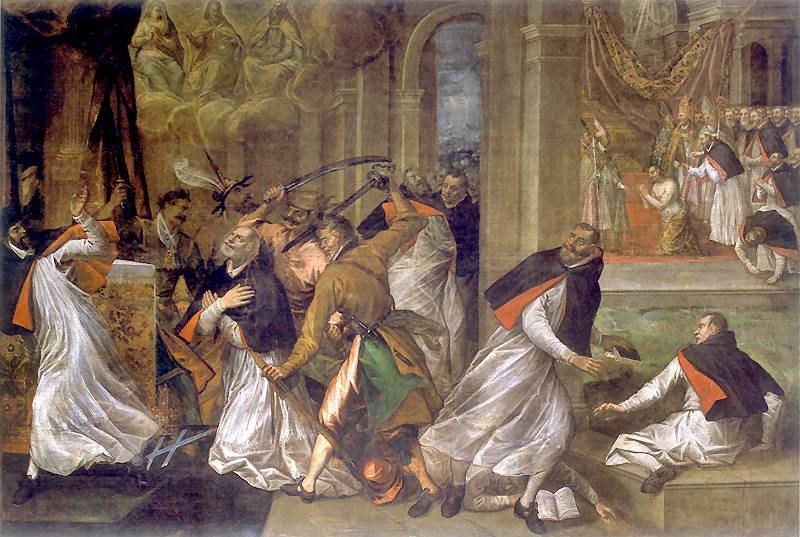
Martirio di Tommaso Becket, Chiesa del Corpus Christi, Cracovia

A Venezia Dolabella ebbe come maestro il pittore greco Antonio Vassilacchi e lavorò alla decorazione del Palazzo Ducale. Tra il 1596 e il 1598 (dopo una breve parentesi a Perugia) si recò in Polonia dove fu pittore di corte dei sovrani Sigismondo III, Ladislao IV e Giovanni II Casimiro.
I suoi dipinti avevano contenuti religiosi per il monastero e la cattedrale Wawel a Cracovia. Realizzò inoltre molteplici ritratti. Le opere storiche e allegoriche per il castello sul Wawel non sono giunte fino a noi (rimasero bruciate in un incendio nel 1702). Il dipinto "La battaglia di Lepanto" nella chiesa domenicana di Poznań così come i dipinti custoditi nella chiesa di Cracovia ci sono invece pervenuti. Altre opere sono il Presepe presso la chiesa del Corpus Domini a Cracovia e la Vita di san Benedetto della chiesa dei Camaldolesi a Bielany.
Dolabella portò in Polonia lo stile tardo-rinascimentale veneziano di Paolo Veronese e Tintoretto. Il suo lavoro ebbe una significativa influenza sulla pittura polacca: si ebbe infatti il passaggio dalla pittura a tempera su legno a quella a olio su lino.